# مقاطعة ألاميدا (كاليفورنيا)
مقاطعة ألاميدا (بالإنجليزية: Alameda County)‏ هي إحدى مقاطعات ولاية كاليفورنيا في الولايات المتحدة الأمريكية.

## توأمة
لمقاطعة ألاميدا (كاليفورنيا) اتفاقيات توأمة مع:
- تاويون

## أعلام
- جيمس ونايت
- يوجين بي. شيرمان
- توماس هوارد
- ويل فورتيه
- ألفرد أ. هارت
- فين ديزل
- أرت لارسن
- مايكل إدواردز
- جوستين روزنشتاين
- كيث ميلارد